# Añe
Añe er en by og kommune i det centrale Spanien i provinsen Segovia. Den har et indbyggertal på 66 (2024) indbyggere.